# Gandelain
Gandelain (ɡɑ̃.də.lɛ̃ⓘ) es una población y comuna francesa, situada en la región de Baja Normandía, departamento de Orne, en el distrito de Alençon y cantón de Alençon-1.

## Demografía
| 465 | 441 | 379 | 387 | 406 | 374 |
| Para los censos de 1962 a 1999 la población legal corresponde a la población sin duplicidades (Fuente: INSEE [Consultar]) |     |     |     |     |     |

## Personajes ilustres
María Celia Guérin (1831-1877), madre de santa Teresa de Lisieux, nació en Gandelain; María Celia y Luis Martin, su esposo, fueron canonizados el 18 de octubre de 2015 por el papa Francisco.